# Luís da França Pinto Garcês
Luís da França Pinto Garcês (Lisboa, 1799) foi um militar luso-brasileiro. 

## Vida
Luís nasceu em Lisboa em 1799. Verificou praça no batalhão de caçadores da Bahia em 1811, considerado 1.° cadete por ser filho do general Luís Paulino d'Oliveira Pinto da França. Foi transferido para o 1º regimento de cavalaria da corte em 1813 e matriculou-se na Academia Militar. Tomou parte na repressão ao movimento revolucionário de Pernambuco em 1817 e em 14 de abril foi feito alferes. Em 1818, era tenente-ajudante e foi colocado como ajudante-de-ordens de seu pai, que era então inspetor da cavalaria e tropas ligeiras da Bahia. Durante a Guerra de Independência, apresentou-se ao general Pedro Labatut, de quem foi ajudante-de-ordens e encarregado da instrução da cavalaria, e foi graduado major. Foi enviado ao Rio de Janeiro, onde Pedro I o recebeu com benevolência e encarregou de conduzir o batalhão do imperador na campanha da Bahia, onde entrou com as forças brasileiras em Salvador. Foi ali incumbido de de instruir o batalhão da 1º linha e confirmado como major. Em 1825, tomou parte na Guerra Cisplatina, sendo graduado como tenente-coronel.